# Barcos de cristal
Barcos de Cristal es el quinto álbum de estudio de la carrera de Thomas Anders como solista después de su separación del dúo Modern Talking en 1987. Los 10 temas que lo componen son versiones en castellano de canciones incluidas en los álbumes previos y destinados al mercado hispano-parlante.

## Créditos
- Producción: Christian De Walden y Ralf Stemmann.
- Coproducción: Walter Clissen-
- Arreglos: Christian De Walden y Ralf Stemmann.
- Grabación: Walter Clissen en Flamingo Cafe Recording Studio, Los Ángeles, Estados Unidos.
- Mezcla: Walter Clissen asistido por Jon Schmit, en Enterprize Studios, North Hollywood, California.
- Ingeniería: Walter Clissen, asistido por Jon Schmit.
- Masterización digital: Brian Gardner en Bernie Grundman Mastering, Hollywood.
- Diseño de portada: Graff Group, Miami, Florida
- Programación de Synclavier: Ralf Stemmann.
- Teclados y sintetizadores: Ralf Stemmann y Randy Kerber.
- Piano acústico: Randy Kerber y Larry Steelman.
- Guitarras: Tim Pierce.
- Guitarras acústicas: Tim Pierce y Paul Jackson Jr.
- Bajo: Bob Parr.
- Solo de saxofón y flauta: Doug Norwine y Warren Ham.
- Trompetas: “The Heart Attack” presentando a Bill Bergman, Greg Smith, Dan Fornero, Dennis Farias y Nick Lane.
- Arreglo de Coros: Christian De Walden y Kenny O'Brien.
- Coros: Kenny O'Brien, Brandy Jones, Bambi Jones, Isela Sotelo, Leyla Hoyle, Francis Benitez y Ali Olmo.
- Percusión: Paulinho Da Costa.
- Instrumentos de cuerda: "L.A. Express Strings".

## Lista de canciones
| #   | Título | Tiempo |
| --- | --- | ------ |
| 1.  | "Tonterías" (Chris Copperfield, Ralf Stemmann, Mike Shepstone, Versión en Español: Carlos Toro)                                      | 3:43   |
| 2.  | "Luna De Plata" (Steve Singer / Lisa Catherine Cohen / Aides Hidding, Versión en Español: Carlos Toro)                               | 4:01   |
| 3.  | "Miedo De Ti" (Chris Copperfield, Margaret Harris, Ralf Stemmann, Versión en Español: Carlos Toro)                                   | 3:38   |
| 4.  | "Tu Chica Es Mi Chica" Duo con Glenn Medeiros (Music: Rick Lane, Lee York / Lyrics: Mike Shepstone, Versión en Español: Carlos Toro) | 4:05   |
| 5.  | "Barcos De Cristal" (Steve Singer / Mike Shepstone, Versión en Español: Carlos Toro)                                                 | 3:55   |
| 6.  | "Una Mañana De Sol" (Kenneth Gamble, Leon Huff, Versión en Español: Carlos Toro)                                                     | 3:26   |
| 7.  | "Para Sonia" (Chris Copperfield, Mike Shepstone, Versión en Español: Carlos Toro)                                                    | 4:02   |
| 8.  | "Con Palabras" (Chris Copperfield, Ralf Stemmann, Mike Shepstone, Versión en Español: Carlos Toro)                                   | 4:00   |
| 9.  | "Sueños" (Lisa Catherine Cohen / Romano Musumarra, Versión en Español: Carlos Toro)                                                  | 3:30   |
| 10. | "Mi Chica Prohibida" (Max Di Carlo, Margaret Harris, Christian de Walden, Ralf Stemmann, Versión en Español: Carlos Toro)            | 3:45   |

- Datos: Q1942987